# Bruniquel
Bruniquel es una localidad y comuna francesa situada en departamento de Tarn y Garona, en la región de Languedoc-Rosellón-Mediodía-Pirineos. 

## Ubicación
Se trata de una localidad situada a 28 km al este de Montauban en la confluencia de los ríos Vère y Aveyron, en plena región de Quercy.

## Historia
Tuvo relativa importancia durante la Edad Media al formar parte del Camino de Santiago, cuyas huellas se observan en las numerosas casas de piedra de los siglos XIV, XV y XVI y en sus dos castillos (el joven y el viejo) en las orillas del Aveyron. 
En tiempos recientes ha sido incluida en la categoría de Les Plus Beaux Villages de France.

## Demografía
| 581 | 515 | 478 | 446 | 469 | 561 |
| Para los censos de 1962 a 1999 la población legal corresponde a la población sin duplicidades (Fuente: INSEE [Consultar]) |     |     |     |     |     |

## Lugares de interés
- Cueva de Bruniquel
- Gruta de Mayrière supérieure
- Castillo de Bruniquel